# Alekszandr Malinyin

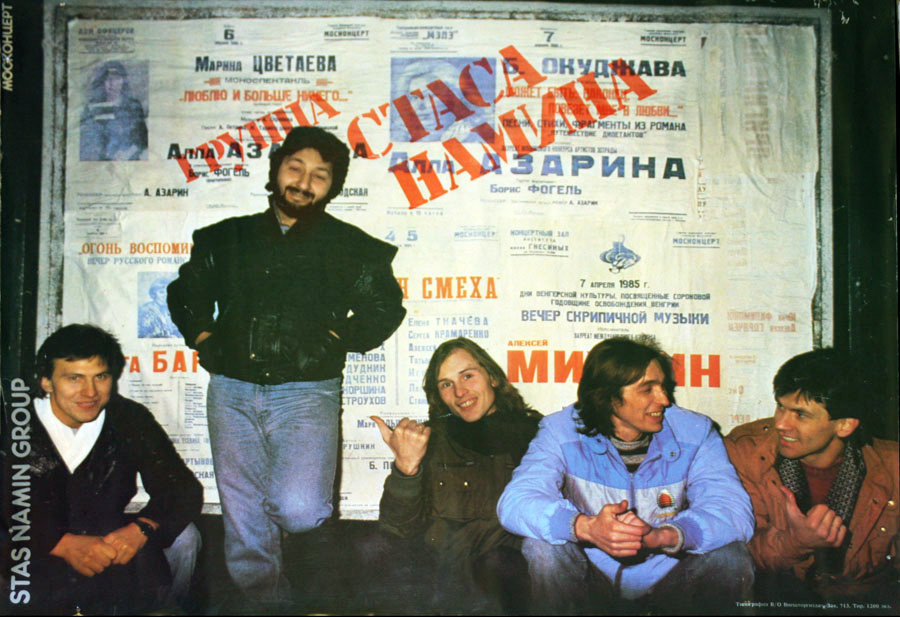
Malinyin (középen) 1986-ban a Gruppa Sztasza Namina együttessel

Alekszandr Malinyin (oroszul: Александр Малинин; Szverdlovszk, 1958. november 16. –) többlemezes orosz énekes. Születési neve Alekszandr Nyikolajevics Viguzov (oroszul: Александр Николаевич Выгузов).

## Élete
Malinyin  Szverdlovszkban, a mai Jekatyerinburgban született munkáscsaládban, Alekszandr Viguzov néven. Korán elkezdett zenével foglalkozni, majd felvételt nyert a szverdlovszki konzervatóriumba. 1981-ben egy válogatáson bekerült a Pojut gitari (Поют гитары) elnevezésű formációba, és Moszkvába költözött, ahol egy zeneiskolában tanult tovább. Később fellépett a Golubije gitari és Sztasz Namin együttesében is.
A nyolcvanas évek végén az Egyesült Államokban lépett fel, Faraway Lands címmel duettet énekelt David Pomeranz többszörös platinalemezes előadóval, a történelem folyamán ez volt az első orosz-amerikai duett a hidegháború kitörése után.
1990 és 1996 között nagyszabású koncertsorozatot adott Балы с Александром Малининым (Bálok Alekszandr Malinyinnal) címmel, amivel rekord nézőszámot döntött. Ezeket a televízió is műsorra tűzte. 1994-ben meghívást kapott a Monte-Carlóban tartott World Music Awards díjkiosztóra, ahol Plácido Domingo elismeréssel nyilatkozott a hangjáról. 1997-ben megkapta a Nemzet Művésze elismerést.
Első házasságából Olga Zarubinától lánya született Kira néven, akit 25 évig nem látott. Második házasságából Emma Malinyinával született meg első fia, Nyikita, aki jelenleg lemezlovasként dolgozik. Második fia, az 1982-ben született Anton. A házaspárnak 2000-ben ikrei születtek, Frol és Usztyinyja.

## Lemezei
- По дороге домой, 2005
- Если бы не ты , 2004
- Червона калина, 2003
- Старинные русские романсы, 2003
- Берега, 2001
- Звездный бал (Живой концерт), 2000
- Ночи окаянные, 2000
- Венчание, 1998
- Буржуйские пляски, 1996
- Я все равно люблю тебя, 1996
- Лучшие песни, 1995
- Поручик Голицын, 1995
- Мы желаем счастья вам, 1995, közreműködő
- Лунная соната, 1994
- Любви желанная пора, 1994
- Бал, 1994
- Бал, 1991 (hanglemez)
- Поручик Голицын, 1991 (hanglemez)
- Рок-опера "Белая ворона" (hanglemez), közreműködő
- Неприкаянный, 1990 (hanglemez)
- Метроном, 1989, közreműködő
- Александр Малинин, 1988 (hanglemez)
- Far Away Lands, 1988 (David Pomeranz)
- Мы желаем счастья вам, 1986, közreműködő

## Filmjei
- Sztarije pesznyi o glavnom (Старые песни о главном), 1996[7]